# Saint-Christol-de-Rodières
Saint-Christol-de-Rodières (okzitanisch: Sent Cristòu de Rodièra) ist eine französische Gemeinde mit 160 Einwohnern (Stand: 1. Januar 2022) im Département Gard in der Region Okzitanien (bis 2015 Languedoc-Roussillon); sie gehört zum Arrondissement Nîmes und zum Kanton Pont-Saint-Esprit. 

## Geografie
Saint-Christol-de-Rodières liegt etwa 49 Kilometer nordnordöstlich von Nîmes und etwa 28 Kilometer nordwestlich von Orange. Umgeben wird Saint-Christol-de-Rodières von den Nachbargemeinden Laval-Saint-Roman im Norden, Aiguèze im Norden und Nordosten, Salazac im Osten, Saint-Laurent-de-Carnols im Südosten, Cornillon im Süden und Südwesten sowie Issirac im Westen.

## Bevölkerungsentwicklung
| Jahr                       | 1962 | 1968 | 1975 | 1982 | 1990 | 1999 | 2006 | 2017 |
| Einwohner                  | 128  | 108  | 95   | 110  | 130  | 126  | 155  | 160  |
| Quellen: Cassini und INSEE |      |      |      |      |      |      |      |      |

## Sehenswürdigkeiten
- Kirche Saint-Christophe